# Ischiopsopha poggii
Ischiopsopha poggii är en skalbaggsart som beskrevs av Allard 1995. Ischiopsopha poggii ingår i släktet Ischiopsopha och familjen Cetoniidae. Inga underarter finns listade i Catalogue of Life.